# Дейвид Уенъм
Дейвид Уенъм (на английски: David Wenham) е австралийски актьор. Носител e на Награда на Гилдията на киноактьорите и номиниран за награда „Сатурн“. Известни филми с негово участие са „Градът на мрака“, „Мулен Руж“, трилогията „Властелинът на пръстените“, „Ван Хелсинг“, „300“, „Обществени врагове“,
„300: Възходът на една империя“ и други.

## Биография
Дейвид Уенъм е роден на 21 септември 1965 г. в предградието на Сидни, Мериквил. Той най-малкото от седем деца. Дейвид е отгледан в католическа вяра и учи в гимназията „Християнски братя“ в Люишъм, Сидни. Висше образование следва в Университета на Западен Сидни. Преди да пробие в киното сменя много професии, като служител в бинго зала, застрахователен агент и др.
Живее с дългогодишната си приятелка Кейт Агню, с която имат две дъщери Елиза Джейн и Мили. На погребението на трагично загиналия Стив Ъруин през 2006 г., прочита стихотворение. Стихотворението е включено в биографичния филм, посветен на Ъруин – „Ловецът на крокодили“.

## Кариера
Уенъм стартира кариерата си в телевизията през 1987 г. в популярния австралийски сериал „Синове и дъщери“. Участва в редица хитови австралийски сериали, а ролята му на гмуркача Дан в сериала „SeaChange“ през 1998 г. го превръща в национален секссимвол. Същата година започва да снима и на голям екран предимно в австралийски филми и става много популярен в родината си. В световното кино пробива с ролята на Фарамир в трилогията „Властелинът на пръстените“.
През 2001 г. участва в мюзикъла „Мулен Руж“, в който си партнира с Никол Кидман и Юън Макгрегър. През 2004 г. играе заедно със сънародника си Хю Джакман във „Ван Хелсинг“, а през 2007 г. се превъплъщава в разказвача Дилиос в зрелищния „300“. За ролята си в „300“ тренира ежедневно в продължение на три месеца преди снимките, за да постигне необходимата физическа форма за неговия персонаж. На следващата година отново си партнира с Хю Джакман в „Австралия“. През 2009 г. участва в ролята на гангстера Хари Пиерпонт в сагата на Майкъл Ман „Обществени врагове“. През 2014 г. взима участие отново в ролята на Дилиос във филма „300: Възходът на една империя“.

## Избрана филмография
- „Синове и дъщери“ (сериал, 1987)
- „Бягството невъзможно“ (1994)
- „Градът на мрака“ (1998)
- „В името на доброто“ (1998)
- „Мулен Руж“ (2001)
- „Властелинът на пръстените: Двете кули“ (2002)
- „Властелинът на пръстените: Завръщането на краля“ (2003)
- „Ван Хелсинг“ (2004)
- „Предложението“ (2005)
- „300“ (2007)
- „Брачен живот“ (2008)
- „Децата на Хуан Ши“ (2008)
- „Австралия“ (2008)
- „Обществени врагове“ (2009)
- „Папеса Йоана“ (2009)
- „Легенда за пазителите“ (2010)
- „Върха на езерото“ (сериал, 2013)
- „300: Възходът на една империя“ (2014)
- „Лъв“ (2016)